# Cats (pel·lícula)
Cats és una pel·lícula britànica-nord-americana de comèdia dramàtica, fantasia, musical i animació basada en el musical homònim, que al seu torn es va basar en el llibre Old Possum's Book of Practical Cats de T. S. Eliot. Va ser dirigida per Tom Hooper, la seva segona pel·lícula musical després de Les Misérables (2012), i protagonitzada per Jennifer Hudson, James Corden, Idris Elba, Taylor Swift, Rebel Wilson, Jason Derulo, Ian McKellen i Judi Dench. La pel·lícula va estrenar el 20 de desembre de 2019 distribuïda per Universal Pictures.